# 山本学
山本 学（やまもと まなぶ）は、日本の作曲家、音楽学者（音楽・音楽教育学・保育の表現領域）。学位は修士（音楽）（国立音楽大学・2005年）。静岡県立大学短期大学部こども学科講師。1979あるいは1980年生まれ。東京女子体育短期大学講師、静岡県立大学短期大学部社会福祉学科講師などを歴任した。

## 来歴

### 生い立ち
同名の学校法人により設置・運営される国立音楽大学に進学し、音楽学部で音楽教育専攻の音楽教育専修にて学んだ。2002年（平成14年）、国立音楽大学を卒業した。それに伴い、学士（音楽）の学位を取得した。国立音楽大学の大学院に進学し、音楽研究科の音楽教育学専攻にて学んだ。2005年（平成17年）、国立音楽大学の大学院を修了した。それに伴い、修士（音楽）の学位を取得した。

### 音楽学者として
藤村学園が設置・運営する東京女子体育短期大学に採用され、2008年（平成20年）に助教に就任した。その傍ら、他の教育・研究機関においても教鞭を執った。同じく藤村学園が設置・運営する東京女子体育大学においては、2008年（平成20年）より助教を兼任した。桐朋学園が設置・運営する桐朋学園大学においては、2009年（平成21年）より付属子供のための音楽教室の講師を非常勤で兼任した。2010年（平成22年）、東京女子体育短期大学にて講師に昇任した。並行して、他の教育・研究機関においても教鞭を執った。東京女子体育大学においては、2010年（平成22年）より講師を兼任した。
2014年（平成26年）、県と同名の公立大学法人により設置・運営される静岡県立大学に転じ、短期大学部にて社会福祉学科の講師に就任した。その後、短期大学部にこども学科が新設されることになり、それに伴い2016年（平成28年）にこども学科に異動し、そちらの講師が本務となった。また、その傍ら、白梅学園が設置・運営する白梅学園大学の大学院に進学し、子ども学研究科にて学んでいた。2019年（平成31年）、白梅学園大学の大学院における博士課程を満期退学した。

## 研究
専門は音楽学であり、特に音楽、音楽教育学、保育の表現領域、といった分野の研究に従事した。具体的には、保育に内在する音楽的な要素について研究していた。また、保育における表現技術としての音楽について研究していた。
また、作曲も手掛けており、下記の賞歴に見られるように多くの作曲賞を受賞している。2015年（平成27年）には玄海町立玄海中学校と玄海町立玄海小学校の統合により新設された義務教育学校であり2017年（平成29年）4月1日に開校した玄海町立玄海みらい学園の校歌の作曲を手掛けた。2017年（平成29年）には、自身の作曲した楽曲を収録した歌曲集を上梓した。
学術団体としては、日本音楽教育学会、日本保育学会、全国大学音楽教育学会、日本音楽表現学会、日本保育者養成教育学会、などに所属した。

## 略歴
- 2002年 - 国立音楽大学音楽学部卒業[2]
- 2005年 - 国立音楽大学大学院音楽研究科修了[2]
- 2008年 - 東京女子体育短期大学助教[4]
- 2008年 - 東京女子体育大学助教[4]
- 2009年 - 桐朋学園大学付属子供のための音楽教室講師[4]
- 2010年 - 東京女子体育短期大学講師[4]
- 2010年 - 東京女子体育大学講師[4]
- 2014年 - 静岡県立大学短期大学部社会福祉学科講師[4]
- 2016年 - 静岡県立大学短期大学部こども学科講師[4]
- 2019年 - 白梅学園大学大学院子ども学研究科博士課程満期退学[2]

## 賞歴
- 2005年 - 弘前桜の園作曲コンクール一般部門第1位および弘前市長賞[10]
- 2006年 - 日本アンサンブルコンクール2台ピアノ部門入選
- 2007年 - 日本歌曲コンクール作曲部門優秀賞
- 2007年 - TIAA全日本作曲家コンクール室内楽部門入選
- 2008年 - 万葉の歌音楽祭明日香村長賞
- 2008年 - アーツ・チャレンジ音楽部門アーティスト
- 2013年 - 小田原賞作曲コンクール入選
- 2014年 - 相模原市中央区の歌優秀賞
- 2014年 - 米原市芸術展覧会作詞作曲部門教育長賞
- 2016年 - 月刊ピアノ×ピティナ編曲オーディション月刊ピアノ特別賞
- 2016年 - 東京国際歌曲作曲コンクール3位
- 2017年 - 静岡県立大学学長表彰
- 2018年 - ハンナ作曲賞
- 2022年 - 第27回国際芸術連盟作曲コンクール第5位[11]
- 2022年 - パープルリボン作曲賞, ひまわり賞, パープルリボン作曲賞事務局（メンタルサービスセンター内）
- 2022年 - 南日本音楽コンクール作曲部門, 入選, 南日本新聞社
- 2023年 - はやぶさ2部門優秀作品, お絵描き歌募集事業, JAXA(宇宙航空研究開発機構)
- 2023年 - 35周年記念楽曲, 採択, 岡山県立美術館
- 2023年 - 第5回総の国童謡作詞作曲コンクール, 優秀賞, 音・音楽フォーラム松戸[12]
- 2023年 - 第1回カリヨン作曲コンクール 最終選考ノミネート[13]

## 著作

### 単著
- 『混声合唱メドレー千葉まるごと歌紀行』キックオフ出版、2007年。ISBN 9784903187297
- 山本学作曲『山本学歌曲集』カワイ出版、2017年。ISBN 9784760941698

### 共著
- 日本歌曲振興会編『新しい日本歌曲』3巻、Zen-on Music、2008年。ISBN 9784117210248
- 全国大学音楽教育学会編著『明日へ歌い継ぐ日本の子どもの歌』音楽之友社、2013年。ISBN 9784276590250
- 今井真理編著『保育の表現技術実践ワーク——かんじる・かんがえる・つくる・つたえる』保育出版社、2016年。ISBN 9784905493204
- 渡辺厚美・岡崎裕美編著『音楽表現』一藝社、2018年。ISBN 9784863591547
- 石井玲子編著『表現者を育てるための保育内容〈音楽表現〉——音遊びから音楽表現へ』教育情報出版、2020年。ISBN 9784909378163

### 編纂
- 山本学編著『保育者になるためのピアノ教本——子どもの歌でいつのまにか上達する』エイデル研究所、2019年。ISBN 9784871686280